# مانويل أرتيغاس
مانويل أرتيغاس هو صحفي ومؤرخ فلبيني، ولد في 15 أكتوبر 1866، وتوفي في 2 أبريل 1925.